# الأتم
الأُتُم  شجر من الفصيلة الزيتونية ينبت بالجبال ويسمي الزيتون الجبلي يطول ويعمر.